# Medibank International 2005 - Qualificazioni singolare femminile
Le qualificazioni del singolare femminile del Medibank International 2005 sono state un torneo di tennis preliminare per accedere alla fase finale della manifestazione. I vincitori dell'ultimo turno sono entrati di diritto nel tabellone principale. In caso di ritiro di uno o più giocatori aventi diritto a questi sono subentrati i lucky loser, ossia i giocatori che hanno perso nell'ultimo turno ma che avevano una classifica più alta rispetto agli altri partecipanti che avevano comunque perso nel turno finale.
Le qualificazioni del torneo Medibank International 2005 prevedevano 32 partecipanti di cui 4 sono entrati nel tabellone principale.

## Teste di serie
1. Flavia Pennetta (primo turno)
2. Assente
3. Mashona Washington (Qualificata)
4. Denisa Chládková (ultimo turno)

1. Virginie Razzano (primo turno)
2. Virginia Ruano Pascual (ultimo turno)
3. Marissa Irvin (primo turno)
4. Peng Shuai (Qualificata)

## Qualificati
1. Ľudmila Cervanová
2. Silvija Talaja

1. Mashona Washington
2. Peng Shuai

## Tabellone

### Legenda
| - Q = Qualificato - WC = Wild card - LL = Lucky loser | - ALT = Alternate - SE = Special Exempt - PR = Protected Ranking | - w/o = Walkover - r = Ritirato - d = Squalificato |

### Sezione 1
|  | Primo turno       | Primo turno       | Primo turno       | Primo turno | Primo turno |  |  | Secondo turno     | Secondo turno     | Secondo turno     | Secondo turno     | Secondo turno     |   |   | Ultimo turno | Ultimo turno | Ultimo turno | Ultimo turno | Ultimo turno |  |
|  |                   |                   |                   |             |             |  |  |                   |                   |                   |                   |                   |   |   |              |              |              |              |              |  |
|  |                   | Kelly McCain      | Kelly McCain      | 6           | 6           |  |  |                   |                   |                   |                   |                   |   |   |              |              |              |              |              |  |
|  | 1                 | Flavia Pennetta   | Flavia Pennetta   | 2           | 3           |  |  | Kelly McCain      | Kelly McCain      | Kelly McCain      | 6                 | 3                 |   |   |              |              |              |              |              |  |
|  | Selima Sfar       | Selima Sfar       | 6                 | 65          | 7           |  |  | Selima Sfar       | Selima Sfar       | Selima Sfar       | 3                 | 0r                |   |   |              |              |              |              |              |  |
|  | Jaslyn Hewitt     | Jaslyn Hewitt     | 0                 | 7           | 64          |  |  |                   |                   |                   |                   |                   |   |   | Kelly McCain | Kelly McCain | Kelly McCain | 5            | 4            |  |
|  | Ľudmila Cervanová | Ľudmila Cervanová | Ľudmila Cervanová | 6           | 6           |  |  |                   |                   | Ľudmila Cervanová | Ľudmila Cervanová | Ľudmila Cervanová | 7 | 6 |              |              |              |              |              |  |
|  | Dubravka Cupac    | Dubravka Cupac    | Dubravka Cupac    | 2           | 2           |  |  | Ľudmila Cervanová | Ľudmila Cervanová | Ľudmila Cervanová | 6                 | 6                 |   |   |              |              |              |              |              |  |
|  |                   | Anna Čakvetadze   | 1                 | 7           | 6           |  |  | Anna Čakvetadze   | Anna Čakvetadze   | Anna Čakvetadze   | 1                 | 3                 |   |   |              |              |              |              |              |  |
|  | 5                 | Virginie Razzano  | 6                 | 6(1)        | 2           |  |  |                   |                   |                   |                   |                   |   |   |              |              |              |              |              |  |

### Sezione 2
|  | Primo turno     | Primo turno            | Primo turno    | Primo turno | Primo turno |  |  | Secondo turno  | Secondo turno          | Secondo turno          | Secondo turno          | Secondo turno |   |   | Ultimo turno | Ultimo turno   | Ultimo turno | Ultimo turno | Ultimo turno |  |
|  |                 |                        |                |             |             |  |  |                |                        |                        |                        |               |   |   |              |                |              |              |              |  |
|  | Cindy Watson    | Cindy Watson           | 6              | 4           | 7           |  |  |                |                        |                        |                        |               |   |   |              |                |              |              |              |  |
|  | Angelika Roesch | Angelika Roesch        | 3              | 6           | 64          |  |  | Cindy Watson   | Cindy Watson           | Cindy Watson           | 2                      | 1             |   |   |              |                |              |              |              |  |
|  | Silvija Talaja  | Silvija Talaja         | Silvija Talaja | 6           | 6           |  |  | Silvija Talaja | Silvija Talaja         | Silvija Talaja         | 6                      | 6             |   |   |              |                |              |              |              |  |
|  | Julia Schruff   | Julia Schruff          | Julia Schruff  | 3           | 4           |  |  |                |                        |                        |                        |               |   |   |              | Silvija Talaja | 2            | 6            | 6            |  |
|  | Roberta Vinci   | Roberta Vinci          | Roberta Vinci  | 6           | 6           |  |  |                |                        | 6                      | Virginia Ruano Pascual | 6             | 3 | 2 |              |                |              |              |              |  |
|  | Lilia Osterloh  | Lilia Osterloh         | Lilia Osterloh | 4           | 4           |  |  |                | Roberta Vinci          | Roberta Vinci          | 1                      | 1             |   |   |              |                |              |              |              |  |
|  | 6               | Virginia Ruano Pascual | 6              | 4           | 6           |  |  | 6              | Virginia Ruano Pascual | Virginia Ruano Pascual | 6                      | 6             |   |   |              |                |              |              |              |  |
|  |                 | Angelika Bachmann      | 1              | 6           | 1           |  |  |                |                        |                        |                        |               |   |   |              |                |              |              |              |  |

### Sezione 3
|  | Primo turno          | Primo turno          | Primo turno          | Primo turno | Primo turno |  |  | Secondo turno      | Secondo turno       | Secondo turno       | Secondo turno | Secondo turno |   |      | Ultimo turno | Ultimo turno       | Ultimo turno       | Ultimo turno | Ultimo turno |  |
|  |                      |                      |                      |             |             |  |  |                    |                     |                     |               |               |   |      |              |                    |                    |              |              |  |
|  | 3                    | Mashona Washington   | Mashona Washington   | 6           | 6           |  |  |                    |                     |                     |               |               |   |      |              |                    |                    |              |              |  |
|  |                      | Nina Bratčikova      | Nina Bratčikova      | 3           | 4           |  |  | 3                  | Mashona Washington  | Mashona Washington  | 7             | 7             |   |      |              |                    |                    |              |              |  |
|  | Nastas'sja Jakimava  | Nastas'sja Jakimava  | Nastas'sja Jakimava  | 6           | 6           |  |  |                    | Nastas'sja Jakimava | Nastas'sja Jakimava | 62            | 6             |   |      |              |                    |                    |              |              |  |
|  | Emmanuelle Gagliardi | Emmanuelle Gagliardi | Emmanuelle Gagliardi | 2           | 3           |  |  |                    |                     |                     |               |               |   |      | 3            | Mashona Washington | Mashona Washington | 7            | 7            |  |
|  | Sanda Mamić          | Sanda Mamić          | Sanda Mamić          | 6           | 6           |  |  |                    |                     |                     | Sanda Mamić   | Sanda Mamić   | 6 | 6(0) |              |                    |                    |              |              |  |
|  | Capucine Rousseau    | Capucine Rousseau    | Capucine Rousseau    | 1           | 2           |  |  | Sanda Mamić        | Sanda Mamić         | Sanda Mamić         | 6             | 6             |   |      |              |                    |                    |              |              |  |
|  |                      | Eugenia Linetskaya   | 6                    | 6           | 7           |  |  | Eugenia Linetskaya | Eugenia Linetskaya  | Eugenia Linetskaya  | 4             | 4             |   |      |              |                    |                    |              |              |  |
|  | 7                    | Marissa Irvin        | 7                    | 1           | 64          |  |  |                    |                     |                     |               |               |   |      |              |                    |                    |              |              |  |

### Sezione 4
|  | Primo turno             | Primo turno             | Primo turno             | Primo turno | Primo turno |  |  | Secondo turno | Secondo turno    | Secondo turno    | Secondo turno | Secondo turno |   |   | Ultimo turno | Ultimo turno     | Ultimo turno     | Ultimo turno | Ultimo turno |  |
|  |                         |                         |                         |             |             |  |  |               |                  |                  |               |               |   |   |              |                  |                  |              |              |  |
|  | 4                       | Denisa Chládková        | Denisa Chládková        | 3           | 2           |  |  |               |                  |                  |               |               |   |   |              |                  |                  |              |              |  |
|  |                         | Séverine Beltrame       | Séverine Beltrame       | 6           | 0r          |  |  | 4             | Denisa Chládková | Denisa Chládková | 6             | 6             |   |   |              |                  |                  |              |              |  |
|  | Marija Kirilenko        | Marija Kirilenko        | Marija Kirilenko        | 6           | 6           |  |  |               | Marija Kirilenko | Marija Kirilenko | 0             | 2             |   |   |              |                  |                  |              |              |  |
|  | Christina Horiatopoulos | Christina Horiatopoulos | Christina Horiatopoulos | 1           | 2           |  |  |               |                  |                  |               |               |   |   | 4            | Denisa Chládková | Denisa Chládková | 1            | 2            |  |
|  | Tzipora Obziler         | Tzipora Obziler         | Tzipora Obziler         | 6           | 6           |  |  |               |                  | 8                | Peng Shuai    | Peng Shuai    | 6 | 6 |              |                  |                  |              |              |  |
|  | Janet Lee               | Janet Lee               | Janet Lee               | 4           | 3           |  |  |               | Tzipora Obziler  | Tzipora Obziler  | 0             | 4             |   |   |              |                  |                  |              |              |  |
|  | 8                       | Peng Shuai              | Peng Shuai              | 6           | 6           |  |  | 8             | Peng Shuai       | Peng Shuai       | 6             | 6             |   |   |              |                  |                  |              |              |  |
|  |                         | Camille Pin             | Camille Pin             | 4           | 1           |  |  |               |                  |                  |               |               |   |   |              |                  |                  |              |              |  |